# Gerry Desjardins
Gerry Desjardins (né le 24 juillet 1944 à Sudbury) est un joueur professionnel canadien de hockey sur glace. Il évoluait au poste de gardien de but.

## Carrière
Desjardins rejoint en 1967-1968 les Barons de Cleveland dans la LAH. Il remporte le trophée Dudley-« Red »-Garrett après la saison. 
Le 11 juin 1968, Desjardins est échangé aux Kings de Los Angeles par les Canadiens de Montréal contre un choix de 1er tour en 1969 et un choix de 1er tour en 1972 (le choix de 1972 est devenu Steve Shutt),. Il fait ses débuts dans la Ligue nationale de hockey en 1968-1969 avec les Kings de Los Angeles. Il joue son premier match dans la LNH contre les Seals d'Oakland le 13 octobre 1968; les Kings font match nul 4-4 et Desjardins a bloqué vingt-cinq palets. Desjardins obtient sa première victoire dans la LNH le 2 novembre 1968 dans un gain 3-2 contre les Penguins de Pittsburgh et bloque dix-huit palets. Il réalise son premier blanchissage dans la LNH lors un gain 2-0 contre les Rangers de New York et effectue 32 arrêts. Il termine sa première saison dans la LNH avec 18 victoires, 34 défaites et 6 nulles en 60 parties avec une moyenne de but accordées par match de 3,26. En séries éliminatoires, les Kings battent les Seals d'Oakland lors du premier tour en 7 parties. Lors du tour suivant, ils sont balayés par les Blues de Saint-Louis en 4 parties. 
Sa carrière prend en 1977 après qu'un palet lui a heurté le visage. Par la suite, plusieurs gardiens de la LNH ont décidé de remplacer leur masque en plastique à renfort de verre par un masque avec un casque et une grille.